# Abstrich (Medizin)

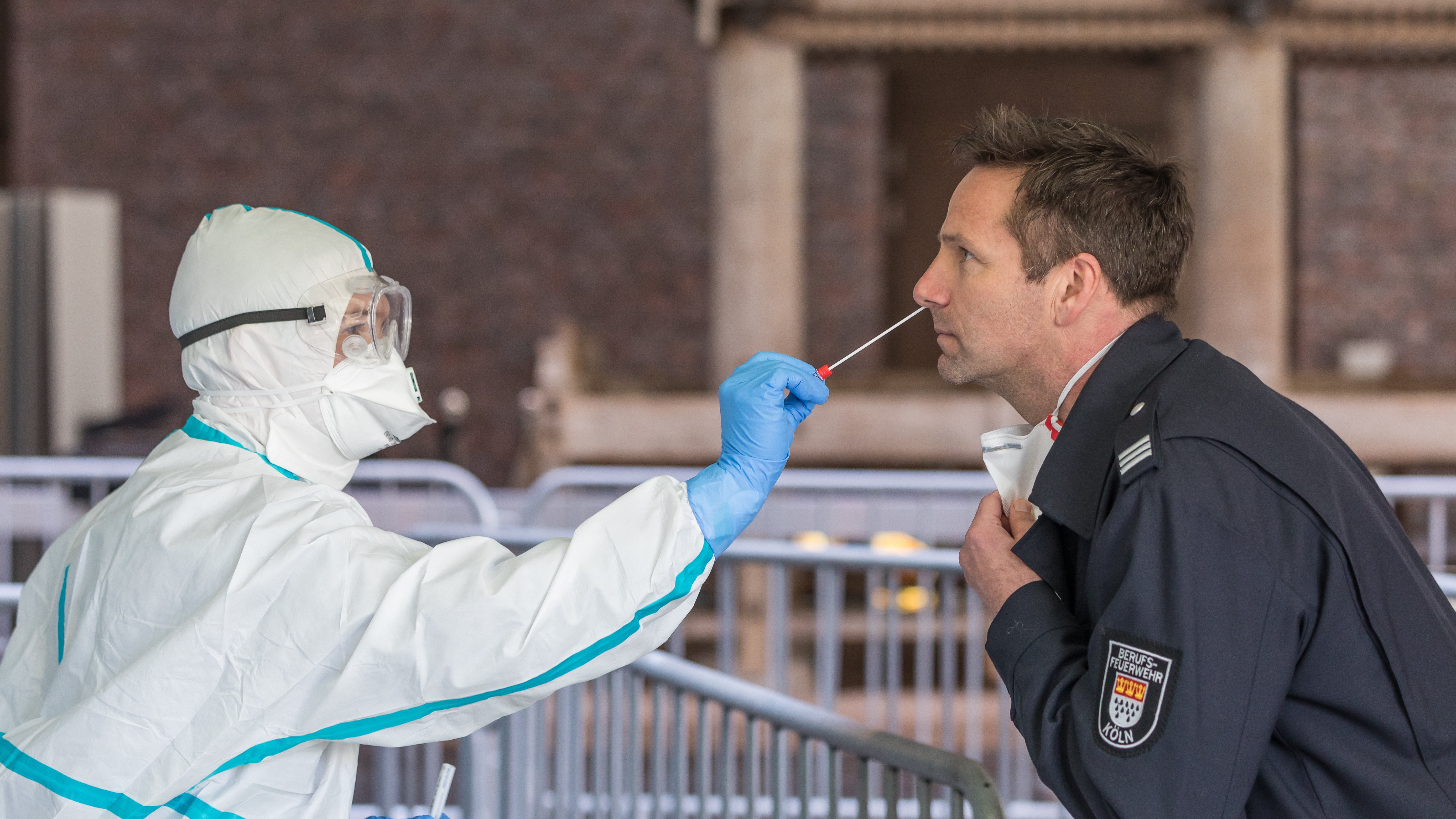
Durchführung eines Abstrichs während der COVID-19-Pandemie

Ein medizinischer Abstrich ist die Entnahme von körpereigenem Untersuchungsmaterial aus der Oberfläche von Wunden oder Schleimhäuten (Mund, Harnröhre, Scheide, After) mit sterilen Wattetupfern, kleinen Bürsten oder kleinen Spateln zur mikrobiologischen und/oder zytologischen Diagnostik.

## Zytologische Abstriche
Bei Abstrichen zur zytodiagnostischen Untersuchung werden mit Hilfe von kleinen Spateln, Bürsten und auch Tupfern Zellen aus den zu untersuchenden Bereichen entnommen. Die Untersuchung erfolgt in der Regel nach Ausstreichen der Zellen auf einem Objektträger und anschließender mikroskopischer Beurteilung.

### Beispiele
- gynäkologischer Portioabstrich: Eine gynäkologische Routinemaßnahme im Sinne der Krebsfrüherkennung ist der Pap-Test (auch Papanicolaou-Abstrich oder Pap-Abstrich genannt).
- bronchoskopischer Abstrich bei Verdacht auf Bronchialkarzinom
- Zervikalabstrich

## Mikrobiologischer Abstrich
Mit Hilfe eines sterilen Wattetupfers wird aus einem Infektionsherd Material entnommen. Der Tupfer wird in der Regel in einem Mikrobiologie-Labor auf Nährböden ausgestrichen. Nach Inkubation lassen sich Bakterien und Resistenzen der Bakterien bestimmen und die antibiotische Therapie auf den Erreger anpassen.

### Wundabstrich

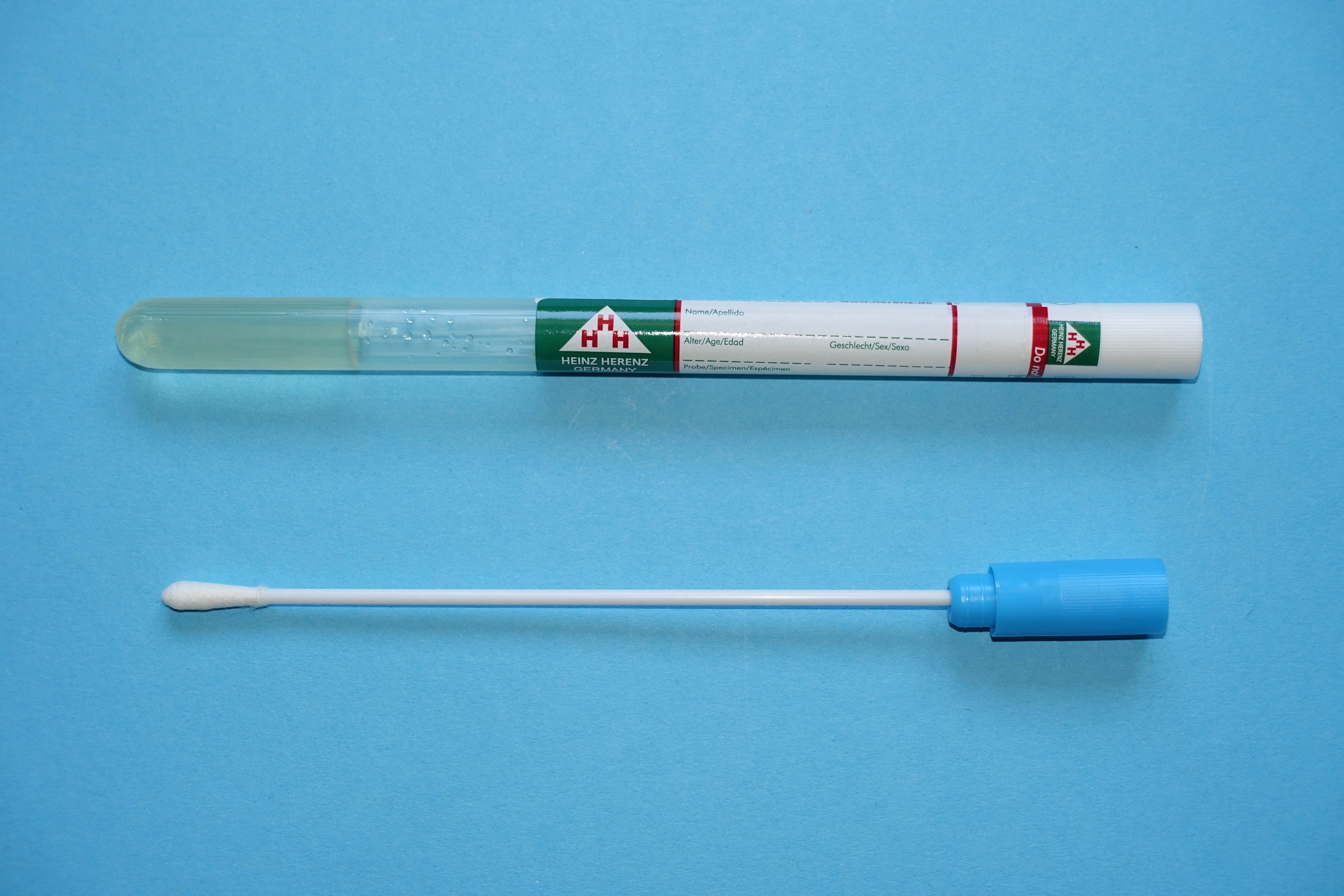
Abstrichtupfer mit Transportröhrchen

Ein mikrobiologischer Abstrich ermöglicht in der Wundbehandlung die Bestimmung von vorhandenen Keimen, etwa solchen, die einen Infekt auslösen können, den Abheilungsprozess stören oder des MRSA, also multiresistenten Keimen, die die Gesundheit des Patienten gefährden. Da auch auf gesunder Haut ein natürliches Keimaufkommen herrscht, ist auch fast jede Wunde durch Keime besiedelt. Daher wird ein Wundabstrich aus der Tiefe der Wunde entnommen, um nicht eine unspezifische Anzahl von Oberflächenkeimen zu erfassen.
Hierbei kommt ein spezieller Tupfer zum Einsatz, dessen wattierte Spitze die Keime auffängt. Da die Keime in der trockenen Watte nicht lange überleben, wird der Abstrichtupfer bis zur Labordiagnostik in einem Transportröhrchen mit Agar aufbewahrt. Der Wundabstrich erfolgt entweder in einer kreisenden Bewegung  (=„Essener Wundkreisel“) oder nach der „Levine-Technik“ innerhalb eines vorher definierten ca. 1 cm² großen Areals.

#### Entnahmetechniken
Der sogenannte Essener Wundkreisel ermöglicht den Nachweis oder den Ausschluss multiresistenter Erreger. Beim Einsatz dieser Abstrichtechnik wird der Abstrichtupfer vom Wundrand in einer kreisenden Bewegung zur Wundmitte geführt. Beim Einsatz der Levine-Technik steht vorab eine Wundreinigung an. Die oberflächliche mechanische Wundreinigung vor Abstrichentnahme gewährleistet, dass hauptsächlich der dominante Wundkeim durch den Abstrichtupfer aufgenommen wird. Hierbei kommen Kompressen zum Einsatz, die mit Kochsalzlösung (NaCl 0,9 %) oder Ringerlösung angefeuchtet sind. Antiseptika oder konservierte Wundspüllösungen kommen hierbei nicht zur Anwendung, denn dadurch könnten die vorhandenen Keime angegriffen und das Ergebnis des Abstriches verfälscht werden.

## Mundschleimhautabstrich zur DNA-Analyse
Mit Hilfe eines sterilen Tupfers erfolgt die Entnahme an der Innenseite der Mundhöhle. Aus den wenigen dabei gewonnenen Schleimhautzellen lässt sich die DNA extrahieren und untersuchen (Speichelprobe).
Die Anwendung erfolgt bei:
- Abstammungsgutachten
- Erstellung eines genetischen Fingerabdrucks
- Typisierung im Vorfeld einer Stammzelltransplantation